# Арма (Пенсільванія)
Арма (англ. Armagh) — місто (англ. borough) в США, в окрузі Індіана штату Пенсільванія. Населення — 102 особи (2020).

## Географія
Арма розташована за координатами 40°27′13″ пн. ш. 79°1′57″ зх. д. / 40.45361° пн. ш. 79.03250° зх. д. (40.453632, -79.032451).  За даними Бюро перепису населення США в 2010 році місто мало площу 0,15 км², уся площа — суходіл.

## Демографія
Згідно з переписом 2010 року, у селищі мешкали 122 особи в 51 домогосподарстві у складі 32 родин. Густота населення становила 821 особа/км².  Було 52 помешкання (350/км²).
Расовий склад населення:
| - 97,5 % — білих - 0,8 % — корінних американців - 0,8 % — чорних або афроамериканців |

До двох чи більше рас належало 0,8 %. Частка іспаномовних становила 0,8 % від усіх жителів.
За віковим діапазоном населення розподілялося таким чином: 20,5 % — особи молодші 18 років, 58,2 % — особи у віці 18—64 років, 21,3 % — особи у віці 65 років та старші. Медіана віку мешканця становила 45,0 року. На 100 осіб жіночої статі у селищі припадало 84,8 чоловіків;  на 100 жінок у віці від 18 років та старших — 86,5 чоловіків також старших 18 років.
Середній дохід на одне домашнє господарство  становив 68 960 доларів США (медіана — 75 833), а середній дохід на одну сім'ю — 80 577 доларів (медіана — 77 708). 
Цивільне працевлаштоване населення становило 74 особи. Основні галузі зайнятості: транспорт — 17,6 %, виробництво — 14,9 %, освіта, охорона здоров'я та соціальна допомога — 13,5 %.